# Ernst Heinrich Meier

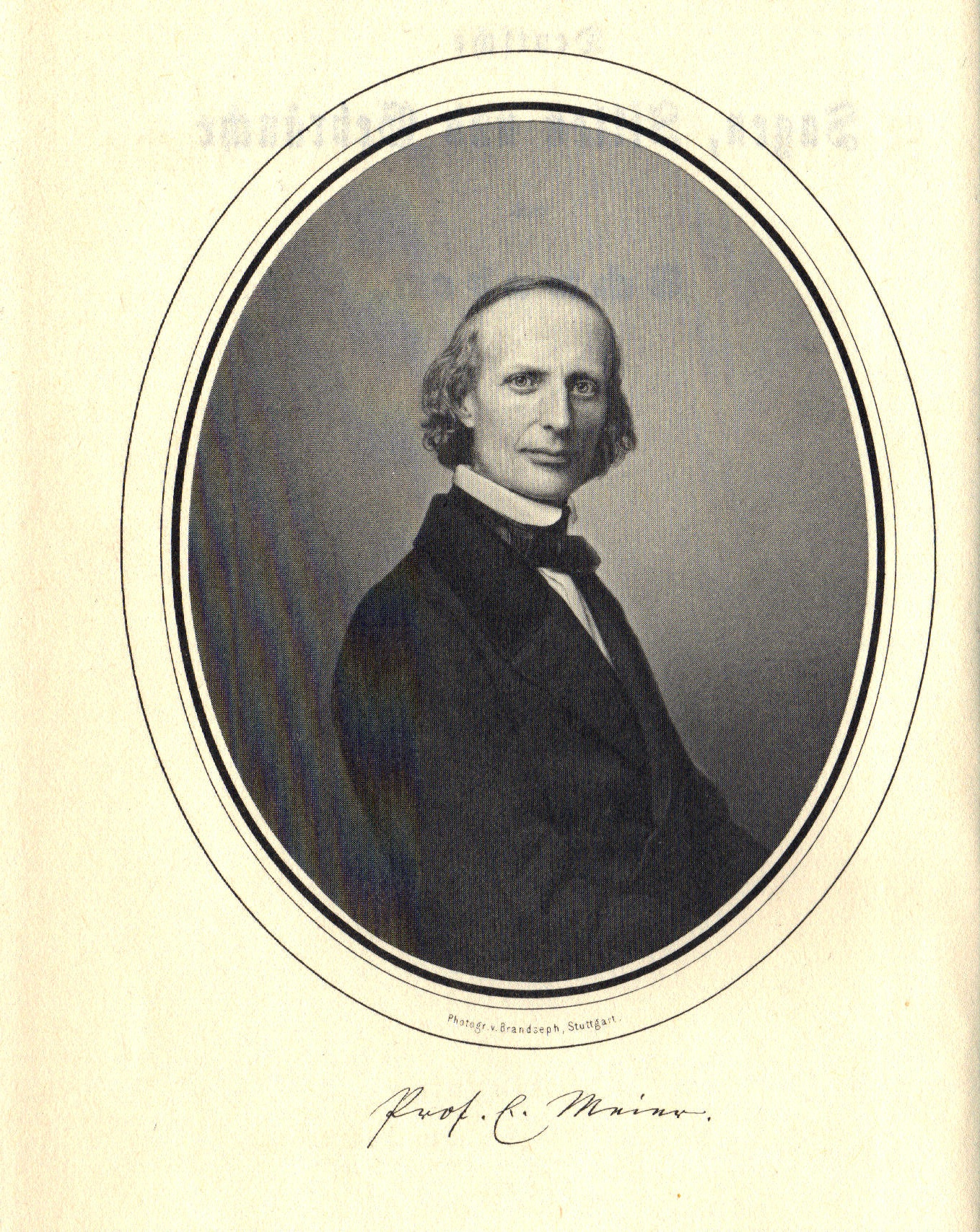
Ernst Meier

Ernst Heinrich Meier (* 17. Mai 1813 in Rusbend, Schaumburg-Lippe; † 2. März 1866 in Tübingen) war ein deutscher Orientalist und Erzählforscher.

## Leben
Ernst Heinrich Meier wurde 1841 Privatdozent und 1848 Professor der semitischen Sprachen und Literaturen zu Tübingen. Seine Hauptwerke sind der Erforschung des Hebräischen und Phönikischen gewidmet.
Außerdem war er auf dem Gebiet schwäbischer Sagenkunde tätig und veröffentlichte mehrere Sammlungen von Sagen, Märchen und Liedern.
Daneben veröffentlichte er eine Biographie seiner Wohltäterin, der 1846 verstorbenen Prinzessin Karoline von Schaumburg-Lippe, eine Sammlung eigener Gedichte (unter dem Pseudonym E. Minneburg) sowie verschiedene Übertragungen, besonders aus dem Sanskrit.

## Mitgliedschaften
Ernst Heinrich Meier war Mitglied der Deutschen Morgenländischen Gesellschaft.

## Nachlass
Meiers Sammlung orientalischer Münzen gehört heute zu jener der Forschungsstelle für islamische Numismatik Tübingen.

## Veröffentlichungen
Volkskundliche Sammelwerke:
- Deutsche Kinder-Reime und Kinder-Spiele aus Schwaben, Tübingen 1851 (Digitalisat)
- Deutsche Sagen, Sitten und Gebräuche aus Schwaben, Stuttgart 1852 (Digitalisat)
- Deutsche Volksmärchen aus Schwaben, Stuttgart 1852 (Digitalisat)
- Schwäbische Volkslieder mit ausgewählten Melodien, Berlin 1855 (Digitalisat)

Orientalistik:
- Hebräisches Wurzelwörterbuch, Mannheim 1845 (Digitalisat)
- Die Form der hebräischen Poesie, Tübingen 1853
- Geschichte der poetischen Nationalliteratur der Hebräer, Leipzig 1856 (Digitalisat)
- Erklärung phönikischer Sprachdenkmäler, Leipzig 1860

Übersetzungen und Kommentare:
- Der Prophet Joel übersetzt und erklärt, Tübingen 1841
- Der Prophet Jesaja, Pforzheim 1850
- Das Hohelied in Deutscher Übersetzung, Erklärung und kritischer Textausgabe, Tübingen 1854
- Die klassischen Dichtungen der Inder, Stuttgart 1847–1854
  - Band 1 – Nal und Damajanti, Stuttgart 1847
  - Band 2 – Kalidasa: Sakuntala, Stuttgart 1852 (Digitalisat)
  - Band 3 – Indisches Liederbuch, Stuttgart 1854
- Sakuntala (metrisch), Hildburghausen 1867
- Morgenländische Anthologie, Hildburghausen 1868

Sonstiges:
- Gedichte (unter dem Pseudonym E. Minneburg), Tübingen 1852
- Karoline, Prinzessin zu Schaumburg-Lippe, Gotha 1865